# Рокфеллер-плаза, 30
Рокфеллер-плаза, 30 (англ. 30 Rockefeller Plaza), відомий також під корпоративною назвою Комкаст-Білдінг (англ. Comcast Building) — хмарочос в стилі ар-деко в Мідтауні Мангеттена. Будівля є центральним об'єктом Рокфеллерського центру. У будівлі розташована штаб-квартира компанії NBCUniversal, яку іноді називають 30 Rock, що дала назву однойменного ситкому, де відбуваються події серіалу.
До 1988 року офіційно хмарочос називався Ар-Сі-Ей-Білдінг (англ. RCA Building), а потім Джі-І-Білдінг (англ. GE Building) до 2015 року, коли її було перейменовано на сучасну назву Комкаст-Білдінг (англ. Comcast Building). Висотою 259 метрів, він є 28-м серед найвищих будівель Нью-Йорку і займає 65-тє місце по висоті серед хмарочосів США , а також була третьою найвищою будівлею в світі на момент відкриття. 

## Історія
Архітектурний проект будівлі був завершений у квітні 1931 року. Будівельні роботи на місці будинку почалися в липні 1931 року. Сам же хмарочос зводився в 1932-1933 роках за проектом архітектора Реймонда Гуда. Під час будівництва фотограф Чарльз Еббетс зробив знімок «Обід на хмарочосі», що приніс йому світову популярність.
Спочатку хмарочос був названий Ар-Сі-Ей-Білдінг (англ. RCA Building) за розташуванням в ньому компанії RCA. У кабінеті 5600 на 56-му поверсі колись знаходився офіс Рокфеллерів. Нині поверхи з 54-го до 56-ї зайняті об'єднанням Rockefeller Family & Associates. У 1934 році на 65-му поверсі відкрився елітний ресторан Рейнбоу-Рум.
У 1985 році міська комісія наділила хмарочос статусом пам'ятки Нью-Йорка. У 1976 році журнал Американського інституту архітекторів включив Ар-Сі-Ей-Білдінг в список найкращих офісних будівель США. У 1986 році корпорація General Electric перекупила компанію RCA, і в 1988 році будівля отримала свою нову назву Ар-Сі-Ей-Білдінг (англ. RCA Building). В будівлі проходили зйомки таких передач NBC, як Nightly News, Dateline та Saturday Night Live.
Хмарочос був капітально відремонтований у 2014 році та перейменований на Комкаст-Білдінг (англ. Comcast Building) у 2015 році.

## Архітектура
Хмарочос будувався з урахуванням вимог замовника. Так, для поліпшення звукоізоляції мовні приміщення були ізольовані від несучих елементів конструкції. Для цього при будівництві використовувалися сталеві затиски, оббиті повстю. Ліфти, розраховані в цілому на 58 пасажирів, були розміщені в центральній частині будівлі.
На підземних поверхах хмарочоса знаходяться магазини і бутики. За свою характерну форму будівля отримала прізвисько «плита» (англ. the slab). Над головним входом в будівлю розташований фриз авторства видатного американського скульптора Лі Лорі. На ньому наведена цитата з Книги пророка Ісаї: Wisdom and Knowledge shall be the stability of thy times.
Примітно, що навесні 1933 року мексиканський мураліст Дієго Рівера на фресці «Людина на роздоріжжі» в головному вестибюлі розмістив зображення Володимира Леніна та параду, присвяченого 1 травня. Під тиском громадської думки Джон Рокфеллер попросив Ріверу прибрати цей образ або хоча б зобразити на протилежній стороні вестибюля Авраама Лінкольна, на що отримав відмову. Рівера був усунений від робіт, фреска була задрапована, а в лютому 1934 року і зовсім зруйнована робітниками. Замість неї була створена нова фреска, на якій серед інших були зображені Лінкольн і Ральф Емерсон.
В будівлі є оглядовий майданчик. Закритий на реконструкцію у 1986 році, він відкрився знову лише у 2005 році.

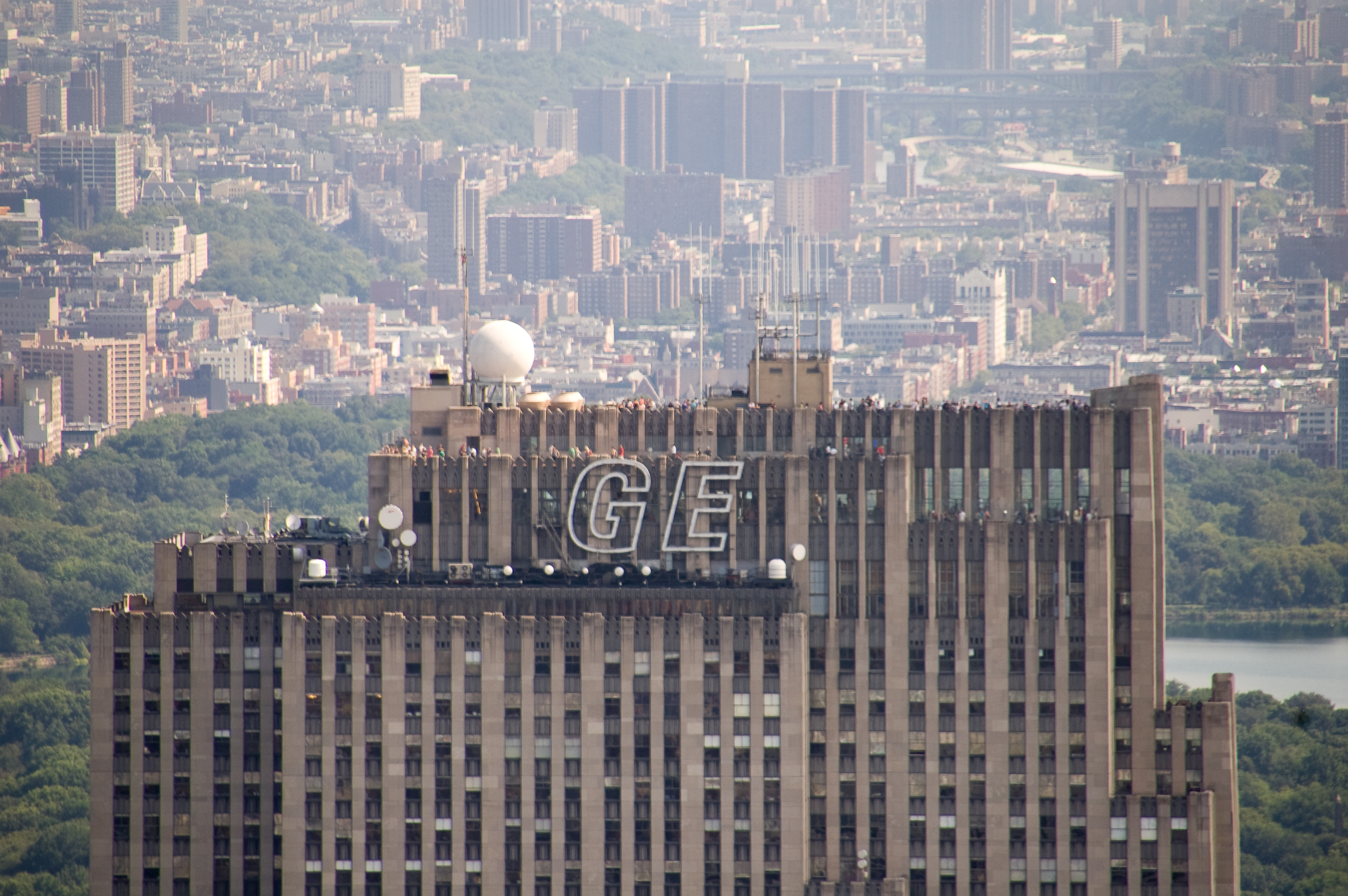
Верхні поверхи і оглядовий майданчик
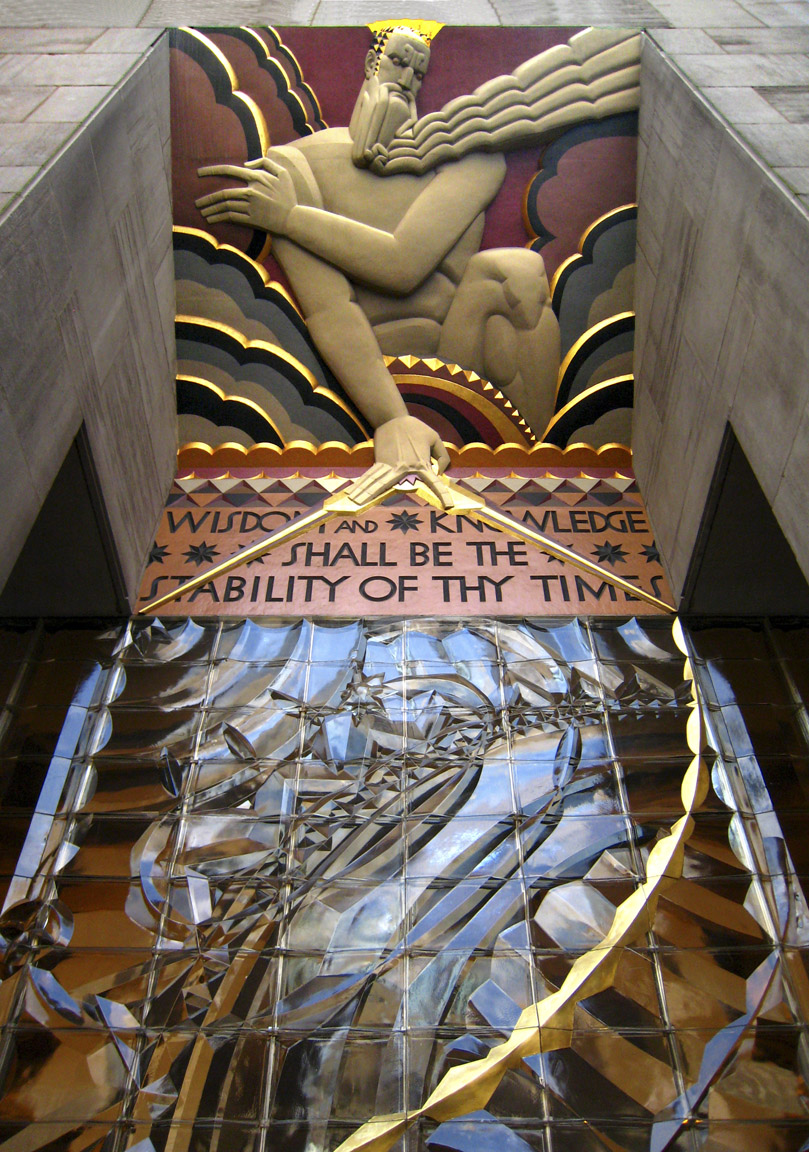
Фриз над головним входом, заснований на картині Вільяма Блейка «Великий архітектор»
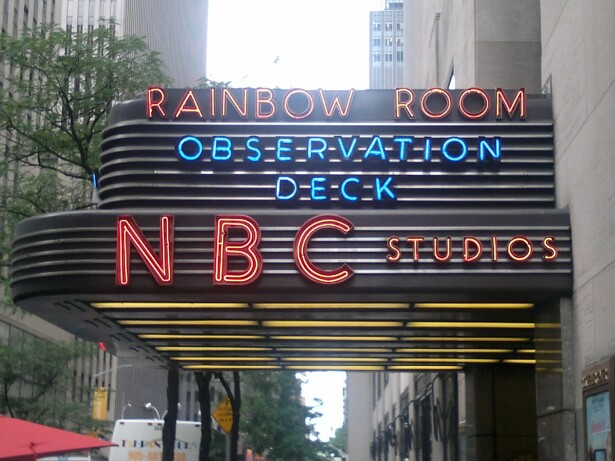
Вхід в студії NBC, на оглядовий майданчик і ресторан Мосту-Рум
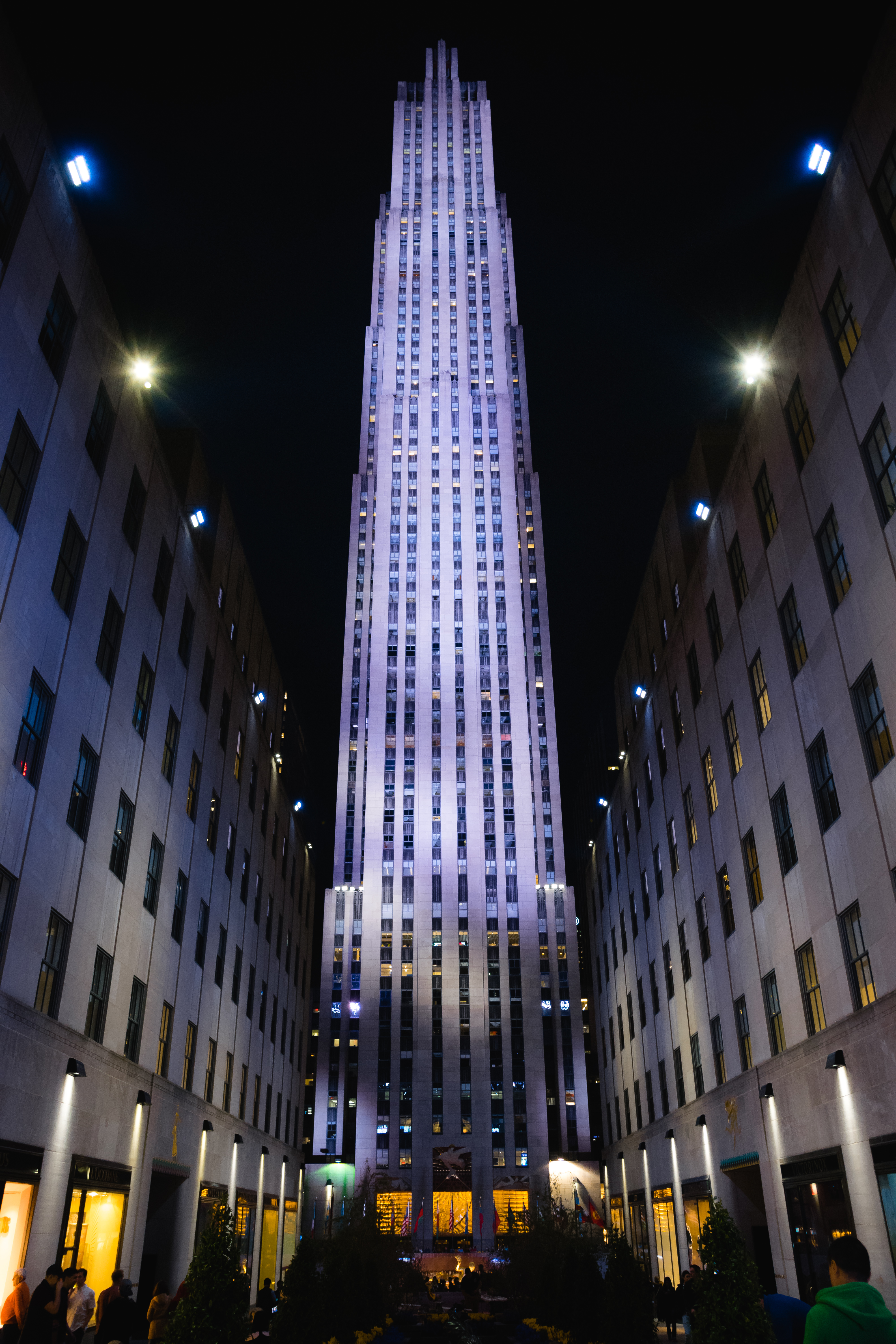
Будівля вночі